# PK-35

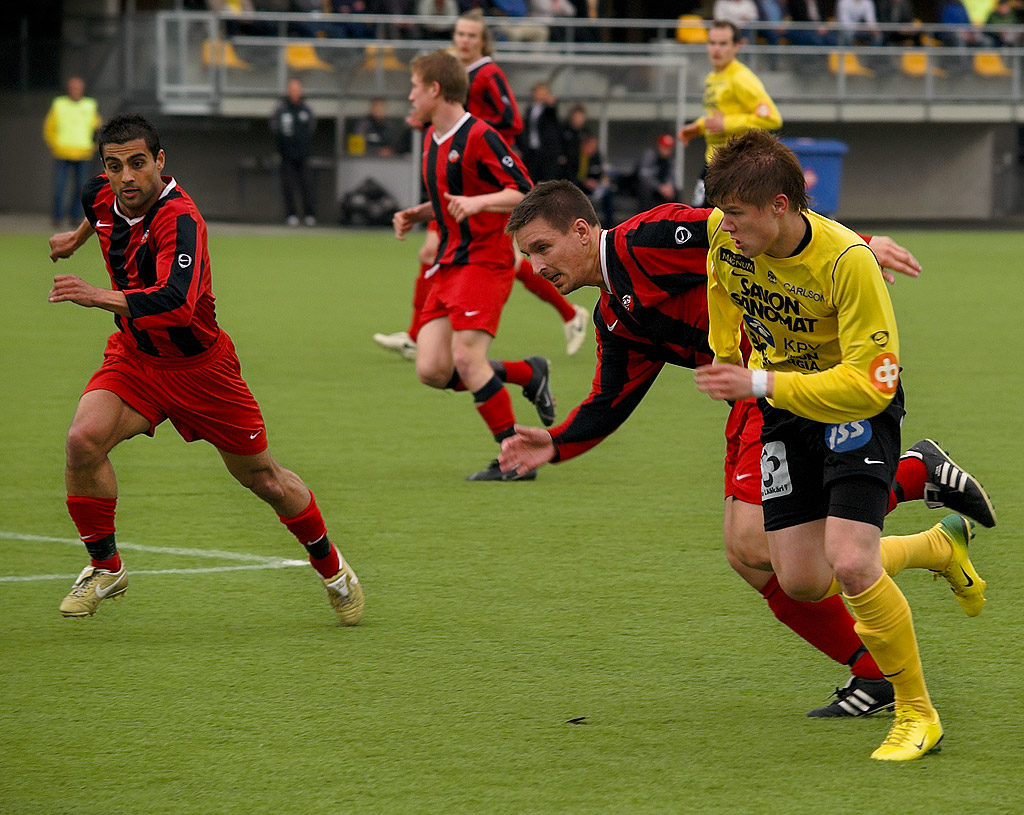
Spelers van PK-35 Vantaa in actie

PK-35 is een Finse voetbalclub uit Helsinki, opgericht in 1935. In 2009 verhuisde de club naar de voorstad Vantaa, maar ging failliet in 2016 vooraleer men terugkeerde naar de hoofdstad. De traditionele kleuren zijn rood-zwart. 

## Geschiedenis
Viipurin Pallokerho werd opgericht in 1935. Successen werden er nauwelijks gehaald en prijzen al helemaal niet. In 1997 speelde de club voor het eerst in de Ykkönen op het tweede niveau en werd daar meteen kampioen en promoveerde door naar de hoogste klasse (Veikkausliiga). Daar werd de derde plaats gehaald. Voor aanvang van het seizoen 1999 veranderde de club haar naam in FC Jokerit. Onder deze naam werd in 1999 direct de Suomen Cup gewonnen door in de finale met 2-1 te winnen van FF Jaro. In 2002 werd besloten om FC Jokerit weer op te splitsen in FC Jokerit (het huidige Klubi-04) en opnieuw PK-35. 
In 2009 verhuisde de club naar de voorstad Vantaa, opererend onder de naam PK-35 Vantaa, alhoewel de jeugdopleiding in Helsinki bleef bestaan. In 2015 volgde promotie naar de hoogste afdeling, nadat PK-35 Vantaa in de play-offs promotie/degradatie over twee duels won van KTP. Al na één seizoen degradeerde de club, waarna PK-35 Vantaa failliet werd verklaard. Het jeugdelftal in Helsinki werd het nieuwe standaardelftal van PK-35. Er vinden sindsdien geen activiteiten meer in Vantaa plaats, waarna de toevoeging van de plaatsnaam verdween. 
Na twee promoties op rij zou PK-35 in 2021 opnieuw de tweede klasse bereiken, die vanaf het seizoen 2024 Ykkösliiga heet.

## Eindklasseringen
| 2005         | 3  | 14 | Ykkönen       | 26 | 12 | 9  | 5  | 28–21 | 45 | 303   |
| 2006         | 10 | 14 | Ykkönen       | 26 | 6  | 12 | 8  | 33–39 | 30 | 247   |
| 2007         | 8  | 14 | Ykkönen       | 26 | 8  | 9  | 9  | 36–33 | 33 | 298   |
| 2008         | 7  | 14 | Ykkönen       | 26 | 9  | 9  | 8  | 37–34 | 36 | 303   |
| PK-35 Vantaa |    |    |               |    |    |    |    |       |    |       |
| 2009         | 9  | 14 | Ykkönen       | 26 | 10 | 5  | 11 | 31–30 | 35 | 362   |
| 2010         | 8  | 14 | Ykkönen       | 26 | 10 | 4  | 12 | 36–30 | 34 | 346   |
| 2011         | 4  | 13 | Ykkönen       | 24 | 13 | 5  | 6  | 38–19 | 44 | 539   |
| 2012         | 4  | 10 | Ykkönen       | 27 | 13 | 4  | 10 | 54–31 | 43 | 457   |
| 2013         | 6  | 10 | Ykkönen       | 27 | 8  | 6  | 13 | 35–43 | 30 | 417   |
| 2014         | 6  | 10 | Ykkönen       | 27 | 12 | 10 | 5  | 40–28 | 46 | 503   |
| 2015         | 2  | 10 | Ykkönen       | 27 | 15 | 4  | 8  | 53–25 | 49 | 605   |
| 2016         | 12 | 12 | Veikkausliiga | 33 | 4  | 7  | 22 | 32–65 | 13 | 1.229 |
| PK-35        |    |    |               |    |    |    |    |       |    |       |
| 2017         | 3  | 12 | Kolmonen      | 22 | 14 | 4  | 4  | 72–24 | 46 | ??    |
| 2018         | 2  | 12 | Kolmonen      | 22 | 17 | 2  | 3  | 68–21 | 53 | ??    |
| 2019         | 1  | 12 | Kolmonen      | 22 | 19 | 1  | 2  | 77–11 | 58 | ??    |
| 2020a        | 1  | 12 | Kakkonen      | 17 | 12 | 3  | 2  | 40–11 | 39 | ??    |
| 2021         |    | 12 | Ykkönen       |    |    |    |    |       |    |       |

a Door de coronacrisis werd in Finland de voetbalcompetitie in de Kakkonen na zeventien speelrondes gestaakt. Er vond wel promotie plaats voor PK-35.